# Jäkelskap i kikar'n
Jäkelskap i kikar'n är en teater-/filmproduktion i samarbete med buskisduon Stefan & Krister som sattes upp på Vallarnas Friluftsteater i Falkenberg under sommaren år 2016. Den släpptes på DVD år 2017.

## Handling
Året är 1955. Dagmar är på sjukhus och det börjar sannerligen inte bra för Våge den här sommaren.
Pensionat Solhöjden är fullbelagt och nu misstänks någon av gästerna ha stulit en ovärderlig dyrgrip från värdparet. Frågan är nu bara vem? Kan det vara Greve Hökenhjelm? För visst är det något han döljer. Eller hans hustru, grevinnan? Hon verkar för övrigt ha någonting ihop med Ludvig, luffaren som skall hugga upp vedhögen och tillfälligt bor i ladan.
På pensionatet bor även Ester, som inte bara äter brännässlor, utan verkar ha något annat lurt i kikaren. Norskan Grete är tillbaka som husa på pensionatet, men vad är det hon har gjort? Och varför är konstapel Grip så otroligt glad att se henne?
Källa: 

## Rollista
| Jojje Jönsson       | – Dag-Otto Flink                |
| Stefan Gerhardsson  | – Våge Jonsson                  |
| Siw Carlsson        | – Dagmar Larsson                |
| Anna Carlsson       | – Grete Northug                 |
| Robin Stegmar       | – Konstapel Emil Grip           |
| Bertram Heribertson | – Greve Carl "Calle" Hökenhjelm |
| Birte Heribertson   | – Ester Sköld                   |
| Karin Bergquist     | – Grevinna Ingrid Hökenhjelm    |
| Ola Hedén           | – Ludvig "Ludde" Andersson      |